# 双曲型集合
数学の力学系理論において、ある滑らかな多様体 M の部分集合 Λ が、ある滑らかな写像 f に関する双曲型構造（そうきょくがたこうぞう、英: hyperbolic structure）を持つとは、その接束を二つの不変な部分束に分解でき、M 上のあるリーマン計量に関して、その一方は f の下で縮小で、もう一方は拡大となることを言う。類似の定義はフローに対しても適用できる。
全多様体 M が双曲型であるような特別な場合は、写像 f はアノソフ微分同相と呼ばれる。ある双曲型集合上での f の力学、あるいは双曲型力学と呼ばれるものは、局所的な構造安定性を示すもので、長い間多くの研究がなされている。例えば公理Aを参照。

## 定義
M はコンパクトかつ滑らかな多様体、f: M → M は微分同相、Df: TM → TM は f の微分とする。f-不変な M の部分集合 Λ が双曲型である、あるいは双曲型構造を持つとは、M の接束の Λ への制限を、安定束 Es および不安定束 Eu と呼ばれる二つの Df-不変な部分束に分解できることを言う。M 上のあるリーマン計量に関して、Df の Es への制限は縮小であり、Eu への制限は拡大となる。したがって、ある定数 0<λ<1 および c>0 が存在し、
{\displaystyle T_{\Lambda }M=E^{s}\oplus E^{u},}
{\displaystyle (Df)_{x}E_{x}^{s}=E_{f(x)}^{s}} and {\displaystyle (Df)_{x}E_{x}^{u}=E_{f(x)}^{u}} for all {\displaystyle x\in \Lambda ,}
{\displaystyle \|Df^{n}v\|\leq c\lambda ^{n}\|v\|} for all {\displaystyle v\in E^{s}} and {\displaystyle n>0},
および
{\displaystyle \|Df^{-n}v\|\leq c\lambda ^{n}\|v\|} for all {\displaystyle v\in E^{u}} and {\displaystyle n>0}
が成り立つ。Λ が双曲型であるなら、c = 1 となるようなあるリーマン計量が存在し、そのような計量は適合（adapted）と呼ばれる。

## 例
- 双曲型平衡点 p は、(Df)p が絶対値 1 の固有値を持たないような f の平衡点である。この場合 Λ = {p} となる。
- より一般に、周期 n であるような f の周期軌道が双曲型であるための必要十分条件は、その軌道の任意の点における Dfn が絶対値 1 の固有値を持たないことである。この条件を示す上では、その軌道の一つの点のみを調べれば十分である。